# Rhopalodinaria
Genre
Rhopalodinaria est un genre d'holothuries (concombre de mer) de la famille des Rhopalodinidae. 

## Liste des espèces
Selon World Register of Marine Species (22 mars 2015) :
- Rhopalodinaria bocherti Thandar, Zettler & Arumugam, 2010
- Rhopalodinaria gigantea Cherbonnier, 1970
- Rhopalodinaria minuta Cherbonnier, 1970